# 2014 em Portugal
Lista dos principais acontecimentos no ano 2014 em Portugal.

## Incumbentes
- Presidente: Aníbal Cavaco Silva
- Primeiro Ministro: Pedro Passos Coelho

## Eventos

### Janeiro
- 13 de janeiro - Cristiano Ronaldo ganha o prêmio da FIFA de melhor jogador de futebol do mundo em 2013.[1]
- 20 de janeiro - Cristiano Ronaldo é agraciado com a condecoração de Grande-Oficial da Ordem do Infante D. Henrique pelo Presidente da República de Portugal.
- 31 janeiro - Fundação do LIVRE.
- A anteriormente denominada "PT Comunicações": empresa de comunicações fixas, móveis, internet e portais fundada em 2000, passou a ser denominada "Meo – Serviços de Comunicações e Multimédia S.A.".

### Maio
- 20 de maio - A equipa de futebol Sport Lisboa e Benfica sagrou-se campeão da temporada da Primeira Liga de 2013–14 ao vencer o Olhanense por 2-0 no Estádio da Luz, conquistando assim o seu 33º título de campeão nacional (recorde).
- 25 de maio - Eleições Parlamentares Europeias de 2014[2]

### Setembro
- 28 setembro - Eleições primárias do Partido Socialista em 2014

### Novembro
- 7 a 21 de novembro - Um  surto de doença do legionário afetou algumas zonas do município português de Vila Franca de Xira entre 7 e 21 de novembro de 2014, em especial nas freguesias de Vialonga, Forte da Casa e Póvoa de Santa Iria. Esta doença afetou 375 pessoas, sendo que dessas, doze morreram.[3][4][5][6][7][8]
- 24 de novembro - José Sócrates, antigo Primeiro-ministro de Portugal, foi preso preventivamente por suspeita dos crimes de corrupção, fraude fiscal qualificada e branqueamento de capitais.[9]

## Cultura
- 8 maio - Prémios Autores de 2014
- Portugal no Festival Eurovisão da Canção 2014

## Desporto
Em fevereiro, Portugal participou nos jogos Olímpicos de Inverno de 2014.
Termina a 11 de maio a Primeira Liga de 2013–14. Para a segunda divisão, consulte Segunda Liga de 2013–14; para a terceira divisão, consulte Campeonato Nacional de Seniores de 2013–14. A Taça da Liga de 2013–14, que terminou em 26 de abril, com a Final da Taça da Liga de 2014. A Taça da Liga de 2014–15 vai celebrar-se no dia 26 de julho. A Taça de Portugal de 2013–14 terminou em 18 de maio, com a Final da Taça de Portugal de 2014.
- 5 a 12 de março - 21ª edição da Algarve Cup.
- 24 de maio - Final da Liga dos Campeões da UEFA de 2013–14, no Estádio da Luz, em Lisboa.
- 30 de julho - 10 agosto - Volta a Portugal de 2014
- 16-28 de agosto - Portugal participa nos jogos Olímpicos da Juventude de Verão
- Andebol 1 de 2014–15
- Fundação da Supertaça Portuguesa de Futsal Feminino.

## Mortes

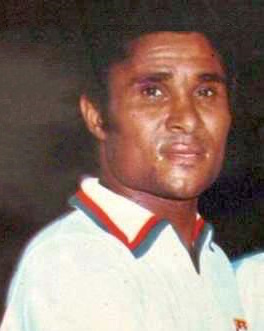
Futebolista português Eusébio

- 5 de janeiro - Eusébio, 71, jogador de futebol.[10]
- 30 setembro - Victor Crespo, 81, político, Lista de presidentes da Assembleia da República Portuguesa (1987–1991).[11]